# Salcomine
Salcomine is een coördinatieverbinding, opgebouwd uit de salen-ligand en kobalt als centraal atoom. Het vlakke complex, en een aantal van zijn derivaten, zijn in staat zuurstof efficiënt te binden. De complexen worden ook toegepast als redox-katalysatoren.

## Etymologie
De naam salcomine is een Porte-manteauwoord, opgebouwd uit de namen van de drie bestanddelen ervan: salicylaldehyde, cobalt (in de Engelse spelling met een "C") en ethyleendi-amine.

## Synthese
Salcomine is een commercieel verkrijgbare stof (ongeveer € 100,00 per gram - mei 2025). In het laboratorium is de synthese relatief eenvoudig: na de vorming van salen in ethanol kan door toevoegen van een kobalt(II)-bron, vaak kobalt(II)acetaat, de stof verkregen worden.

## Eigenschappen
Het complex bezit een vlakke, vierkante structuur rond het metaal-atoom. De verbinding is paramagnetisch, het effectieve magnetisch moment {\displaystyle \mu _{eff}} bij kamertemperatuur bedraagt 2,28 tot 2,75, gemeten in Bohrmagneton.

Aktive Form von Salcomin
Inaktive Form von Salcomin

Salcomine vormt als vaste stof dimeren en komt voor in een actieve en een inactieve vorm. In beide vormen is het kobalt-ion vijfvoudig gecoördineerd. In de actieve vorm is het kobalt-ion in het andere molecuul de vijfde ligand, in de inactieve vorm is dat een van de zuurstof-atomen uit het andere molecuul. De bijzondere eigenschap van de actieve vorm is, dat deze in staat is zuurstof uit de lucht op te nemen (tot 4,9 gew.%) en dat bij verwarming tot 50 - 60 °C weer afstaat. Deze eigenschap betekent wel dat salcomine onder een beschermende atmasfeer bewaard moet worden.
De inactieve vorm kristalliseert in ruimtegroep C2/c met de roosterconstanten a = 2638,0(5) pm, b = 710,5(5) Å, c = 1447,0(5) Å, β = 97,96(2)° und Z = 8.
Naast de dimere vormen is er ook een kristallijn monomeer bekend, hierbij is een molecuul chloroform opgenomen in het kristal.
Salcomine is zowel een lewiszuur als een reductor.
Verschillende derivaten geven met zuurstof complexen van het type {\displaystyle {\ce {( \mu - O2)[Co(salen)py]2}}} en {\displaystyle {\ce {[Co(salen)py(O2)]}}}.

## Toepassingen

Structuur van [Co(salen)(dmf)]2O2. Dizuurstof: de twee centrale rode ballen;

De publicatie in 1938 dat salcomine in staat was O2 reversibel kan binden heeft aanleiding gegeven tot een intensieve zoekactie naar mogelijkheden van deze en aanverwante verbindingen voor de opslag en het vervoer van zuurstof. Gesolvateerde salcomine-derivaten, zoals het hiernaast weergegeven zuurstofhoudende complex met naast zuurtstof (de rode ballen centraal in het complex) de salen-ligand ook een DMF-ligand (de links en rechts uitstekende takjes) gebonden aan elk kobalt-ion. Per 2 salcomine-moleculen wordt één zuurstof-molecuul gebonden.
Salcomine katalyseert de oxidatie van 2,6-digesubstitueerde fenolen door zuurstof.